# 边际生产率
边际生产率是对生产函数的一阶导数，是指在各種產業中每多增加一單位的生產要素（如勞工、資本等）所能增加的生產量。當邊際生產率過低或接近零時，表示該產業的發展規模已經接近飽和，人力物力應轉投向其他的產業。